# Safety (points)
Ne doit pas être confondu avec Safety.

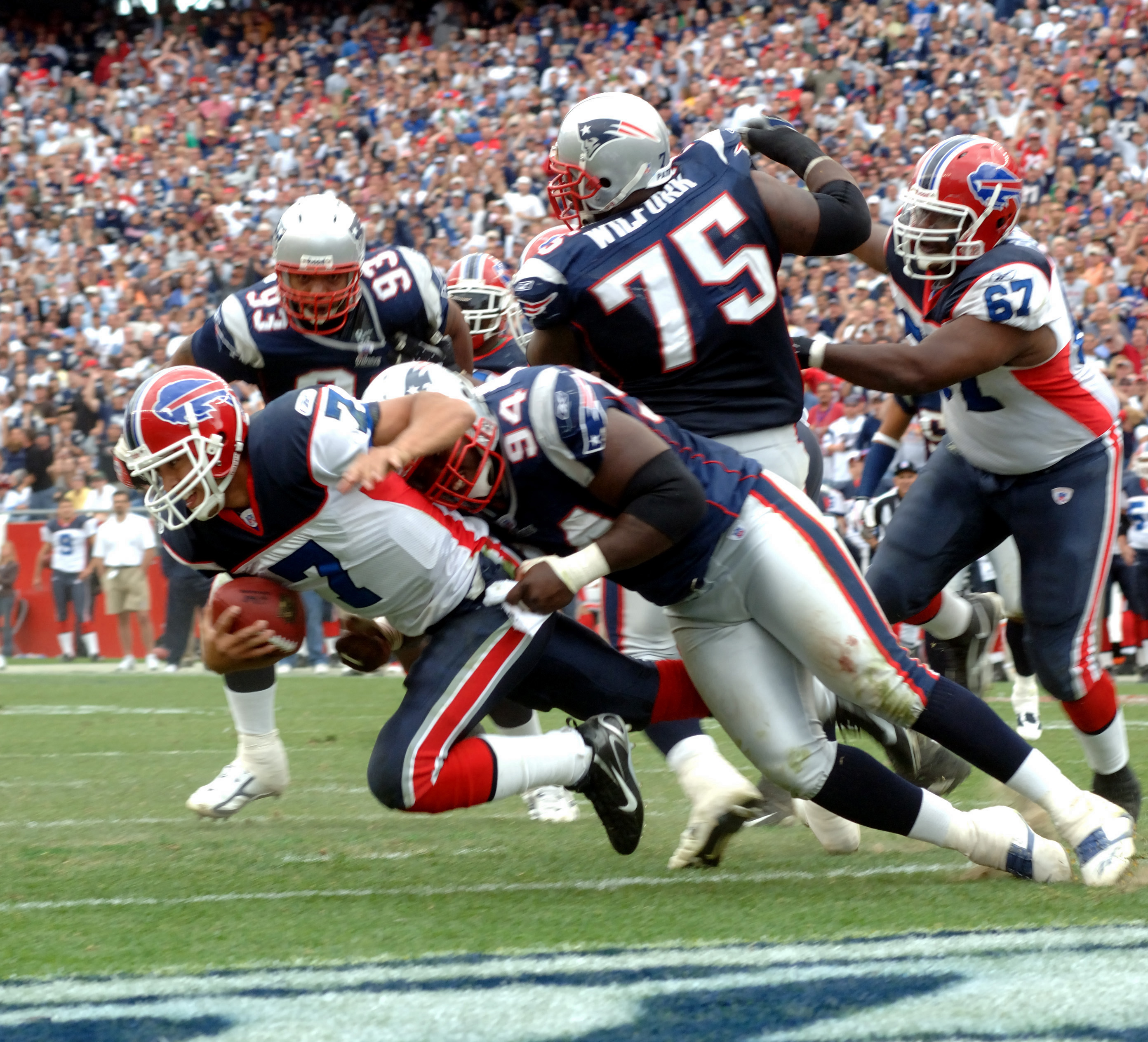
Le quarterback J. P. Losman se fait plaquer dans son en-but par Ty Warren

Le Safety (touché de sûreté au Canada) est une des façons de marquer des points au football américain et au football canadien.
Le safety permet à la défense d'une équipe d'inscrire deux points. Cela peut être causé par différentes situations :
- Lorsque le porteur du ballon est plaqué dans sa propre zone d'en-but.
- Lorsque le possesseur du ballon sort des limites du terrain dans son en-but (intentionnel ou non).
- Lorsque le ballon est sorti des limites du terrain dans l'en-but lors d'une passe, d'un fumble, d'un dégagement au pied contré.
- Lorsque le porteur de balle met le genou à terre ou sort volontairement dans la end-zone (safety intentionnel).
- En raison de certaines pénalités.

L'équipe qui concède un safety, dégage alors son terrain par un free kick sur sa propre ligne des 20 yards à la manière d'un punter.